# Arthur Lipsett
Pour les articles homonymes, voir Lipsett.
Arthur Lipsett est un réalisateur, monteur, directeur de la photographie, scénariste et producteur de cinéma québécois, né à Montréal le 13 mai 1936 et mort le 1er mai 1986 d'un suicide.

## Biographie
Engagé à l’Office national du film du Canada en 1958, il est d’abord affecté à divers travaux d’animation. Il connait la célébrité dès la sortie de Very Nice, Very Nice (1961), réalisé au moyen de bandes récupérées dans les chutiers d’autres cinéastes. Il compose ainsi une piste sonore complexe à partir de nombreux fragments, sur laquelle il accole des images, la plupart fixes, évoquant l’angoisse et la frénésie moderne. Accueilli de manière triomphale, le film est mis en nomination aux Academy Awards en 1962.
Ses films suivants, 21-87 (en) et Free Fall, prennent la même forme. Lipsett y approfondit les thèmes de la dépersonnalisation et de la paranoïa, déjà présents dans Very Nice, Very Nice. Dès 1964, le cinéaste, individu nerveux, angoissé et hypersensible, commence à avoir des problèmes à fonctionner au sein de l’ONF. Il parvient toutefois à terminer trois autres films personnels avant de quitter l’organisme : A Trip Down Memory Lane (en), Fluxes et N-Zone.
À partir de 1970, sa santé mentale se détériore, de sorte qu’il ne parviendra à terminer qu’un seul autre film, Strange Codes (1975), qui n’a pas la force de ses œuvres précédentes.
Il se suicide par pendaison le 1er mai 1986, deux semaines avant son cinquantième anniversaire.
Ses premiers films ont influencé plusieurs cinéastes américains. Stanley Kubrick lui écrit souhaiter collaborer après avoir vu Very Nice, Very Nice et lui offre de travailler sur la bande-annonce de Docteur Folamour, ce que Lipsett décline. George Lucas dit que 21-87 est l’un des films les plus importants qu’il ait vus à l'Université de Californie du Sud et avoue s’en être inspiré notamment pour THX 1138.

## Filmographie

### comme réalisateur
- 1960 : Hors-d'œuvre[8]
- 1961 : Very Nice, Very Nice[9]
- 1963 : Experimental Film
- 1964 : Free Fall[10]
- 1964 : 21-87 (en)[11]
- 1965 : A Trip Down Memory Lane (en)[12]
- 1965 : The Puzzle of Pain
- 1965 : Perceptual Learning
- 1965 : Fear and Horror
- 1965 : Animals and Psychology
- 1965 : Animal Altruism
- 1968 : Fluxes[13]
- 1970 : N-Zone[14]

### comme monteur
- 1963 : Experimental Film
- 1964 : Free Fall
- 1965 : A Trip Down Memory Lane
- 1965 : Regards sur l'occultisme (2e partie) - Science et esprits
- 1965 : Regards sur l'occultisme (1re partie) - Magie et miracles
- 1966 : The Continuing Past
- 1967 : The Invention of the Adolescent
- 1967 : Imperial Sunset
- 1968 : North
- 1968 : Fluxes
- 1970 : N-Zone

### comme directeur de la photographie
- 1962 : À Saint-Henri le cinq septembre
- 1964 : Free Fall
- 1970 : N-Zone

### comme scénariste
1970 : N-Zone

### comme producteur
1965 : A Trip Down Memory Lane

## Films sur Lipsett
En 2006, son ami Martin Lavut (en) réalise Remembering Arthur (en). En 2010, Théodore Ushev s’inspire de sa vie et de son œuvre pour réaliser le court métrage Les Journaux de Lipsett (en) où Xavier Dolan assure la narration.